# アレハンドロ・ジャマテイ
アレハンドロ・エドゥアルド・ジャマテイ・ファジャ（スペイン語: Alejandro Eduardo Giammattei Falla、1956年3月9日 - ）は、グアテマラの政治家。前大統領。

## 経歴

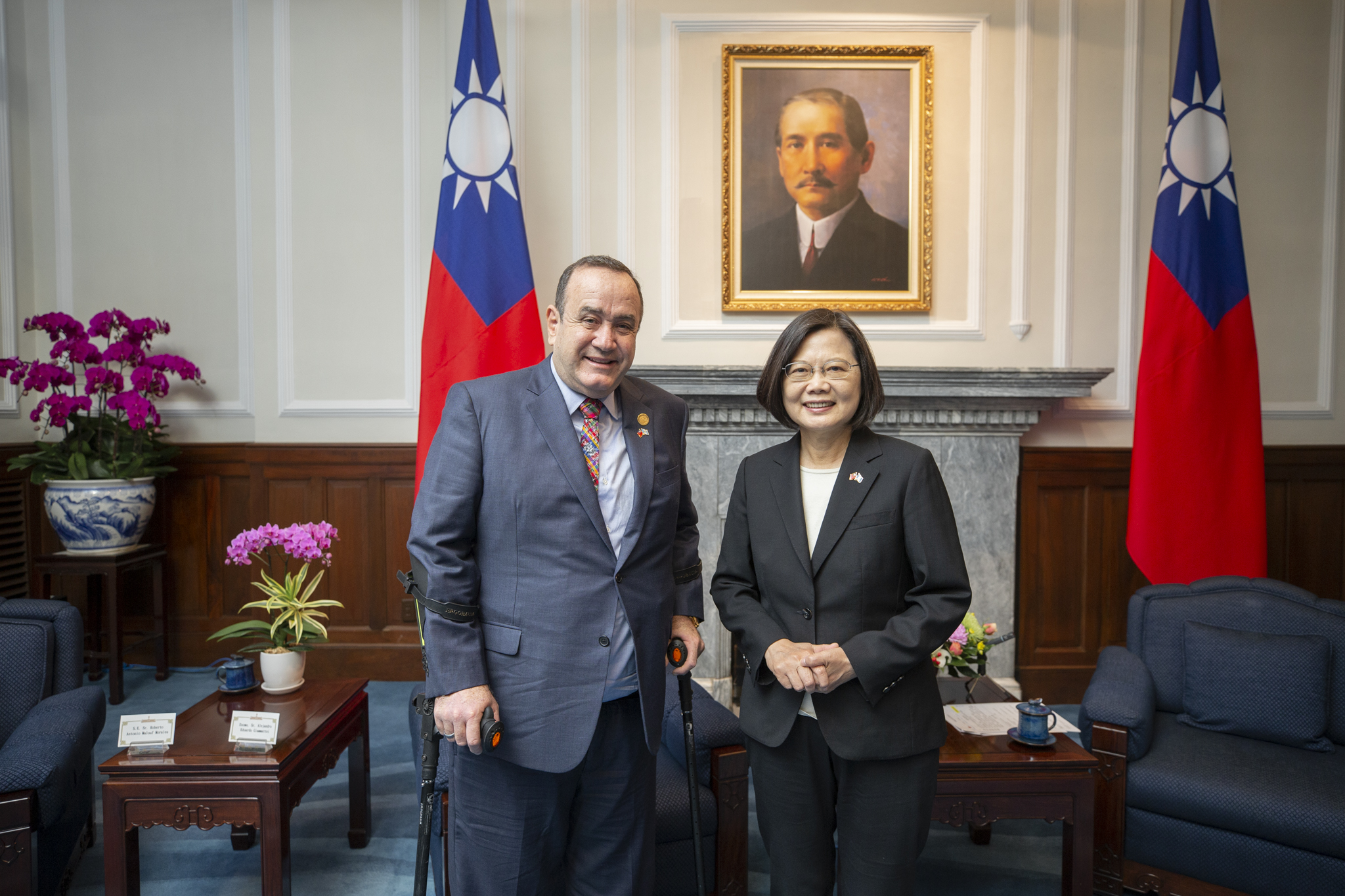
2019年10月21日、中華民国総統府において蔡英文と会見

ジャマテイは1956年にグアテマラシティで生まれた。父方の祖父がイタリア系であり、グアテマラとイタリアの二重国籍を持つ。1980年にサン・カルロス大学の医学部を卒業し、その後は汎米保健機構(PAHO)のコンサルタント、市消防署員、グアテマラシティの都市交通局長、市の水道局長などを歴任した。1999年と2003年にグアテマラ市長選に出馬したが落選した。
2000年以降、複数の企業でコンサルタントを務めてきた。2007年、2011年、2015年の大統領選挙に立候補したが、いずれも落選。2006年にグアテマラ国内の刑務所を管轄する刑務所局長に就任したが、2007年のパボン刑務所事件で告発され、2008年に辞職した。
2019年の大統領選挙では、右派のバモス党 (Vamos (Guatemala)) から立候補。6月16日の一次投票では得票率13.95%に留まったが、8月11日の二次投票で57.96%を得票し、左派の国民希望党(UNE)のサンドラ・トーレス候補を破って当選した。
2020年1月14日、ジミー・モラレスの後任として大統領に就任した。
「残忍なギャングの掃討、移民に歯止めをかけるための貧困との戦い、「胸糞の悪い」汚職の撲滅」などを掲げ、死刑の復活を公約している。同性婚や人工妊娠中絶に反対する一方、市民の安全のために軍隊を動員することには支持している。
2020年にはCOVID-19の感染拡大に加え、ハリケーン (Hurricane Eta) の大きな被害を受けた中、11月18日に発表された政府予算案の大部分がインフラ事業にあてられ、医療や教育に充分な予算が配分されていないことからグアテマラシティで大統領辞任を要求するデモが行われ、一部が暴徒化して議事堂に放火した。ギジェルモ・カスティージョ副大統領は予算案に反対し、大統領と自分自身が辞任すべきだと述べた。

## 人物
1989年にロサーナ・カセレスと結婚し、のちマルセラ、エステファノ、アレハンドロの3人の子どもをもうけた。最も尊敬する人物として、マハトマ・ガンジーを挙げている。多発性硬化症のため、歩行時は杖を用いる。
妻のロサーナとは既に離婚しているため、長女のマルセラ（アナ・マルセラ・ディノラ・ジャマテイ・カセレス）が、グアテマラのファーストレディとなっている。